# Hringhorni
Een hringhorni (Oudnoords voor: "schip met een cirkel in de mast") is een schip van de god Baldr en wordt omschreven als het grootste van alle schepen.
Nadat Baldr is gedood door Hodr met een door Loki vervaardigde pijl van maretak, wordt Baldr door de andere goden op zijn schip te ruste gelegd. Toen zij hem te water wilden laten en zijn schip wilden verbranden, waren de goden echter niet in staat het schip te water te laten. Met de hulp van de oude reuzin Hyrrokkin (die kwam aanrijden op een wilde wolf, met adders als teugels) lukte dit echter wel, maar zij duwde het schip met zoveel kracht het water in, dat het schip ontbrandde en de aarde schudde.
De vrouw van Baldr, Nanna, werd eveneens verbrand, nadat zij van verdriet was gestorven (of zich vol smart in het vuur wierp). Odin legde zijn ring Draupnir (een gouden ring die zich eens in de negen dagen opsplitste tot negen identieke ringen) in de vlammen. De ring werd later door Hermod uit de hel mee teruggenomen toen Hermod zich later op Sleipnir (Odins achtbenige paard) naar de hel begaf om Baldr en Nanna van de dood te bevrijden, waarin hij echter niet slaagde.   
Tegelijk met Hringhorni werd ook Litr, een dwerg, verbrand. Deze dwerg maakte bokkensprongen aan de voeten van Thor toen deze de vlammen van het vuur wijdde met zijn hamer Mjolnir. Thor schopte de dwerg toen in het vuur.